# ذ
La ḏāl (en árabe ﺫﺍﻝ, ḏāl [ðaːl]) es la novena letra del alfabeto árabe. En árabe clásico representa la fricativa dental sonora /ð/. En la numeración abyad tiene el valor de 700.

## Transliteración
Suele ser transliterada como dh de forma universal. Por ejemplo se translitera  «dhib», (en árabe ذئب), que significa lobo.

## Historia
Es una de las seis letras del alfabeto árabe que se añadió a las 22 heredadas del alfabeto fenicio (las otras son ṯāʾ, jāʾ, ḍād, ẓāʾ y ġayn) y es, en esencia, una variante de la dāl.

## Uso

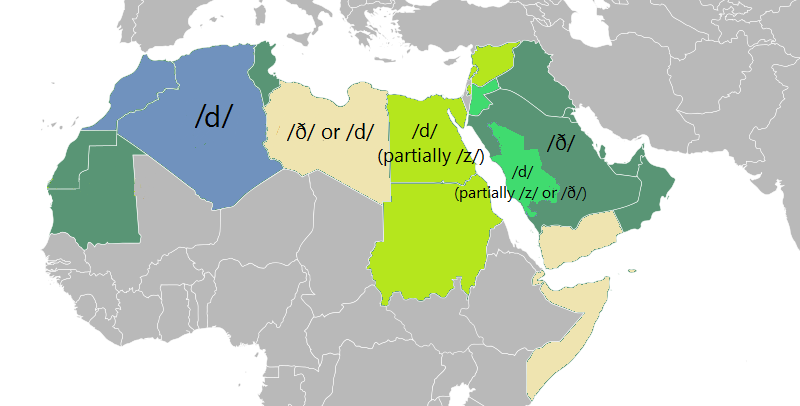
Diferencias de pronunciación en los diferentes dialectos del árabe